# 책마을 산책
책마을 산책은 KBS 1라디오에서 방송됐던 라디오 독서 프로그램이다.
1995년 10월 8일에 첫방송을 시작해 역대로 시간대와 진행자가 변경되어 방송됐으나 2003년 7월 13일 방송을 마지막으로 8년만에 폐지되었다.

## 역대 방송시간
| 방송 채널   | 방송 기간                          | 방송 시간                      |
| ----------- | ---------------------------------- | ------------------------------ |
| KBS 1라디오 | 1995년 10월 8일 ~ 1997년 11월 2일  | 매주 일요일 낮 1:05 ~ 낮 1:58  |
| KBS 1라디오 | 1997년 11월 9일 ~ 2000년 11월 5일  | 매주 일요일 낮 12:15 ~ 낮 1:58 |
| KBS 1라디오 | 2000년 11월 6일 ~ 2002년 3월 30일  | 월~토요일 밤 8:10 ~ 밤 8:57    |
| KBS 1라디오 | 2002년 4월 1일 ~ 2002년 10월 20일  | 매일 밤 8:10 ~ 밤 8:57         |
| KBS 1라디오 | 2002년 10월 21일 ~ 2003년 7월 13일 | 매일 밤 8:05 ~ 밤 8:56         |

## 역대 진행자
- 1995년 10월 8일 ~ 1997년 11월 2일 : 김종찬
- 1997년 11월 9일 ~ 2000년 11월 5일 : 전유성
- 2000년 11월 6일 ~ 2003년 7월 13일 : 이주향